# Joannes Josephus Viotta
Joannes Josephus Viotta   (14 de gener de 1814 - 6 de febrer de 1859) fou un metge i músic holandès, més conegut per algunes cançons populars compostes per ell.
Viotta era fill d'un comerciant italià a Amsterdam. Estava destinat a la medicina, però la música tenia el seu gran amor. Com a pianista, organista i cantant, va aconseguir distingir-se ben aviat, sense haver tingut mai lliçons regulars. Durant els seus estudis a la Universitat de Leiden (1833-1837), va sortir al capdavant en la vida de la música local, va escriure algunes peces orquestrals i molta música per a piano.
Després dels seus estudis, Viotta es va establir com a doctor a Amsterdam, però al mateix temps es va convertir en una figura central del món de la música metropolitana. Com a editor va ser impulsor de la Societat per a la Promoció de la Música i va presentar nous treballs de Mendelssohn, Schumann i Gade a Amsterdam. Va ser un promotor incansable d'aquesta música en diaris i revistes. L'estrena holandesa de la Symphonie fantastique de Berlioz el 1855 i Tannhäuser de Wagner. El 1858 va discutir en extensos articles a l'"Amsterdamsche Courant". També es va dedicar a l'educació musical.
Com a compositor, Viotta és especialment important a causa de la renovació de l'himne nacional holandès, pel qual Jan Pieter Heije va escriure la lletra. Algunes de les seves cançons encara es coneixen avui, incloent De Zilvervloot, Sint Nicolaas ('Heus, la lluna brilla entre els arbres') i Two feeds ('Un carret rodó pel camí de terra').
Algunes cançons infantils del cançoner infantil de J. P. Heije (1843) també van ser realitzats per Viotta, incloent la cançó vertical del cos, en posició vertical de l'ànima.
Un gran nombre de cançons de les quals va compondre la música van ser incloses en el popular cançoner Can you still cant, sing along. Es tracta de les cançons següents (totes amb lletra de J. P. Heije):
- 'De kabels los, de zeilen op'
- 'Een karretje op een zandweg reed'
- 'Een lied, een lied, uw leven lang!'
- 'Een scheepje in de haven landt'
- 'Ferme jongens, stoere knapen'
- 'Heb je van de Zilveren vloot wel gehoord'
- 'Ik zing er al van een Ruiter koen, maar niet van een ruiter te paard'
- 'Recht-op van lijf, recht-op van ziel'
- 'Van mannen in oorlog, van mannen in vreê'
- 'Zie, de maan schijnt door de boomen'
- 'Zonneschijntje, morgenlicht! Als gij tintelt op de ramen'

J. J. Viotta estava casat amb Helena Petronella Louise Gelissen. El advocat- músic Henri Viotta era el seu fill.